# Придњестровска рубља
Придњестровска рубља (рус. Приднестровский рубль, молд. ћир. Рублэ транснистрянэ, укр. Придністровський рубль) је званична валута међународно непризнате Придњестровске Молдавске Републике и од 1994. године је једино платежно средство на њеној територији. Регулише је и емитује Придњестровска републичка банка. Иако Придњестровље није међународно призната држава, па стога не може да добије одговарајућ ISO 4217 код, у пракси се срећу два кода који се везују за ову валуту - PRB и RUP, које користе придњестровске организације и институције, поједине украјинске, молдавске и руске банке при спровођењу радњи са придњестровском рубљом, те у разним другим случајевима. Придњестровска рубља има децималну подјелу и њен децимални конституент је копејка (рус. копейка, молд. ћир. копейкэ, укр. копійка).

## Историја
Стварање Придњестровља почиње на јесен 1990. године од кад су створене три гране власти, образовани законодавни оквири, раздијељени буџети двеју република и донесен Устав Придњестровске Молдавске Републике 1991. године. Послије активног увођења сопствених валута по новоствореним републикама бившег Совјетског Савеза, огромна маса совјетског новца долази на придњестровско тржиште. Због тога Влада ПМР доноси одлуку у јулу 1993. године о модификацији совјетских новчаница у циљу заштите економског система. Једини могућ начин тада да се деси модификација јесте да се на већ готове совјетске новчанице налијепи посебна маркица са указаним номиналом новчанице и портретом А. В. Суворова, војсковође и оснивача придњестровског главног града Тираспоља. Модификацију совјетских новчаница за потребе придњестровског тржишта је вршило московско одјељење Гознака. Тако модификоване остале су у оптицају совјетске новчанице од 10 до 1000 совјетских рубаља из 1991 и 1992. године, те касније увођењем новчаница Банке Русије 1992. године у апоенима 5000 и 10 000 све до 1994. године.
С обзиром да се претходно изабрани пут економског развоја Придњестровља показао неефективним, 22. августа 1994. године Врховни савјет ПМР доноси одлуку "О увођењу у оптицај на територији ПМР нових новчаница" из 17. августа 1994. бр. 532, којом се радило на заштити унутрашњег тржишта и развоју сопствене валуте на начин да је на територији коју је контролисала придњестровска власт проглашена јединствена сопствена валута. Прва валута Придњестровља је била придњестровска рубља-купон. Први образац придњестровских новчаница на лицу је имао приказ Александра Суворова. Као мотив на новчаници је узет због споменутог оснивања Тираспоља, те као вид везе Придњестровља са Русијом. На наличју се налазио приказ Тираспољског Дома Совјета. За разлику од других република постсовјетског простора и њихових привремених новчаница, придњестровска рубља-купон својим увођењем је на себи имала већ водени жиг. Издавање сопственог новца је омогућило придњестровским властима регулисати финансијске односе, ефективније испуњавати економске и друштвене послове, као и дјелимично контролисати раст цијена. Хиперинфлација идућих година ће изазвати штампање новчаница са све већим номиналима. Тако 1995. године је уведена новчаница у апоену 5000 рубаља. Недостатак приступачности валуте ће довести до доштампавања нула на новчаницама 1 рубље обрасца из 1994. током и након 1996. године, те ће постати номинално новчаница 10 000 рубаља. На исти начин ће новчаница 5 рубаља постати 50 000, а новчанице 10 рубаља ће бити прештампане у 100 000 рубаља.
- 1 рубља-купон
(1994, лице)
- 1 рубља-купон
(1994, наличје)
- 10 000 рубаља-купона
(прештампана серија 1996.; лице)
- 10 000 рубаља-купона
(прештампана серија 1996.; наличје)

Монополно право на новчану емисију је законски учвршћено за Придњестровску републичку банку (ПРБ), која регулише монетарни оптицај у овој територији. У циљу елиминације иностраног утицаја и мијешања у тираспољску економију, придњестровски економисти су организовали и започели штампање унутар ПМР. Тиме су придњестровској рубљи омогућени виши степени заштите. Средином 2000. године у економији Придњестровља се појављују позитивни помаци. Првенствено се овакви помаци односе на повећавање индустријске производње и ширење размјера производње трговачких добара. Такође, дошло је и до повећања новчаних прихода код становништва и успоравања девалвационих процеса и инфлације. Као посљедица позитивним економским помацима појавила се могућност промјене номинала новчаница и разматрања нових размјера цијена ради олакшавања монетарног система приликом употребе тренутно кружећег новца у ПМР. Сагласно с Указом Предсједника ПМР од 24. октобра 2000. године бр. 534 "О измјени номиналне вриједности придњестровског новца и размјера цијена" донесена је одлука о деноминацији придњестровске рубље која ће се спровести од 1. јануара 2001. године. Деноминација је вршена постепено током читаве 2001. године како би се и становништво и непризната држава заштитили од економских губитака и вршена је у односу 1 000 000 рубаља-купона за 1 нову рубљу. Због тога током читаве године су паралелно кориштене старе и нове новчанице рубље.
Тржиште се убрзо прилагодило новом валутном односу и новом размјеру цијена, а становништво је указивало веће повјерење домаћем новцу, што је дотле било највеће достигнуће спроведене економске реформе. Идући корак у развоју придњестровске рубље је била могућност појављивања сопственог оптицаја кованог новца, који се сматрао симболом монетарнополитичких промјена у ПМР. Кованице су уведене почетком 2001. године у апоенима 1, 5 и 10 копејки израђиване од алуминијумских легура, те 25 и 50 копејки кованих од легуре месинга. Месингане кованице су се појавиле 2002. године. Поред кованица, нове новчанице у оптицају су новчанице номинала 1, 5, 10, 25, 50 и 100 рубаља обрасца 2000. године. Приликом осмотра на придњестровске кованице могуће је видјети утицај совјетских кованица. На аверсу кованице се налазио грб Придњестровске Молдавске Републике, а на реверсу номинал који је на кованицама 1, 5 и 10 копејки овјенчан са два класа, а на кованицама номинала 25 и 50 копејки биљним вијенцем.

## Кованице
| Кованице придњестровске рубље | Кованице придњестровске рубље | Кованице придњестровске рубље | Кованице придњестровске рубље                                      | Кованице придњестровске рубље   | Кованице придњестровске рубље          | Кованице придњестровске рубље          | Кованице придњестровске рубље | Кованице придњестровске рубље | Кованице придњестровске рубље |
| Металне кованице              | Металне кованице              | Металне кованице              | Металне кованице                                                   | Металне кованице                | Металне кованице                       | Металне кованице                       | Металне кованице              | Металне кованице              | Металне кованице              |
| Слика                         | Слика                         | Номинал                       | Материјал                                                          | Пречник (mm)                    | Ширина (mm)                            | Маса (g)                               | Датуми                        | Датуми                        | Датуми                        |
| Аверс                         | Реверс                        | Номинал                       | Материјал                                                          | Пречник (mm)                    | Ширина (mm)                            | Маса (g)                               | увођења                       | ковања                        | напуштања оптицаја            |
| ----------------------------- | ----------------------------- | ----------------------------- | ------------------------------------------------------------------ | ------------------------------- | -------------------------------------- | -------------------------------------- | ----------------------------- | ----------------------------- | ----------------------------- |
|                               |                               | 1 копејка                     | алуминијум                                                         | 15,9                            | 1,5                                    | 0,62                                   | 2001                          | 2000                          | 1. јануара 2009.              |
|                               |                               | 5 копејки                     | алуминијум (2000) алуминијум (2005) никловани челик (2019)         | 17,9 (2000) 18 (2005) 18 (2019) | 1,4 (2000) 1,43 (2005) 1,4 (2019)      | 0,7 (2000) 0,79 (2005) 2,34 (2019)     | 2001                          | 2000. 2005. 2019.             | У оптицају                    |
|                               |                               | 10 копејки                    | алуминијум (2000) алуминијум (2005) никловани челик (2019)         | 20                              | 1,5 (2000) 1,5 (2005) 1,4 (2019)       | 1 (2000) 1 (2005) 2,9 (2019)           | 2001                          | 2000. 2005. 2019.             | У оптицају                    |
|                               |                               | 25 копејки                    | бронза (2002, 2005) бронзиран челик (2005) месингован челик (2019) | 17                              | н/п (2000) 1,5 (2005) 1,4 (2019)       | 2,15 (2000) 2,2/2,1 (2005) 2,13 (2019) | 2002.                         | 2002. 2005. 2019.             | У оптицају                    |
|                               |                               | 50 копејки                    | бронза (2000, 2005) бронзиран челик (2005) месингован челик (2019) | 17                              | 1,45 (2000) н/п/1,45 (2005) 1,4 (2019) | 2,75 (2000) 2,7/2,8 (2005) 2,65 (2019) | 2000.                         | 2000. 2005. 2019.             | У оптицају                    |
| Кованице уведене 2014. године |                               |                               |                                                                    |                                 |                                        |                                        |                               |                               |                               |
| Слика                         | Слика                         | Номинал                       | Материјал                                                          | Облик                           | Висина/пречник (mm)                    | Руб                                    | Датуми                        | Датуми                        | Датуми                        |
| Аверс                         | Реверс                        | Номинал                       | Материјал                                                          | Облик                           | Висина/пречник (mm)                    | Руб                                    | увођења                       | израде                        | напуштања оптицаја            |
|                               |                               | 1 рубља                       | композитни материјали                                              | круг                            | 26                                     | гладак                                 | 22. августа 2014.             | 2014                          | У оптицају                    |
|                               |                               | 3 рубље                       | композитни материјали                                              | квадрат                         | 26                                     | гладак                                 | 22. августа 2014.             | 2014                          | У оптицају                    |
|                               |                               | 5 рубаља                      | композитни материјали                                              | петоугао                        | 28                                     | гладак                                 | 22. августа 2014.             | 2014                          | У оптицају                    |
|                               |                               | 10 рубаља                     | композитни материјали                                              | шестоугао                       | 28                                     | гладак                                 | 22. августа 2014.             | 2014                          | У оптицају                    |

## Новчанице
| Новчанице придњестровске рубље (образац 2007) | Новчанице придњестровске рубље (образац 2007) | Новчанице придњестровске рубље (образац 2007) | Новчанице придњестровске рубље (образац 2007) | Новчанице придњестровске рубље (образац 2007) | Новчанице придњестровске рубље (образац 2007)                                                         | Новчанице придњестровске рубље (образац 2007) | Новчанице придњестровске рубље (образац 2007) | Новчанице придњестровске рубље (образац 2007) | Новчанице придњестровске рубље (образац 2007) |
| Слика                                         | Слика                                         | Номинал (рубаља)                              | Димензије (мм)                                | Основне боје                                  | Опис                                                                                                  | Датум                                         | Датум                                         | Датум                                         |                                               |
| Лице                                          | Наличје                                       | Номинал (рубаља)                              | Димензије (мм)                                | Основне боје                                  | Опис                                                                                                  | израде                                        | пуштања у оптицај                             | напуштања оптицаја                            |                                               |
| --------------------------------------------- | --------------------------------------------- | --------------------------------------------- | --------------------------------------------- | --------------------------------------------- | --- | --------------------------------------------- | --------------------------------------------- | --------------------------------------------- | --------------------------------------------- |
|                                               |                                               | 1                                             | 129×56                                        | смеђа                                         | Лице: портрет А. В. Суворова Наличје: мемориални комплекс "Кицкански мостобран"                       | 2007. 2012.                                   | 22. децембра 2007.                            | у оптицају                                    |                                               |
|                                               |                                               | 5                                             | 129×56                                        | плава                                         | Лице: портрет А. В. Суворова Наличје: административни блок фабрике алкохола "КВИНТ" У Тираспољу       | 2007. 2012.                                   | 22. децембра 2007.                            | у оптицају                                    |                                               |
|                                               |                                               | 10                                            | 129×56                                        | жуто- зелена                                  | Лице: портрет А. В. Суворова Наличје: Кицкански манастир у Кицканију                                  | 2007. 2012.                                   | 22. децембра 2007.                            | у оптицају                                    |                                               |
|                                               |                                               | 25                                            | 129×56                                        | црвено- смеђа                                 | Лице: портрет А. В. Суворова Наличје: Споменик руској слави у Бендерима, у позадини Бендерска тврђава | 2007. 2012.                                   | 22. децембра 2007.                            | у оптицају                                    |                                               |
|                                               |                                               | 50                                            | 129×60                                        | сива                                          | Лице: портрет Т. Г. Шевченка Наличје: Дом Врховног савјета и Владе ПМР                                | 2007. 2012.                                   | 22. децембра 2007.                            | у оптицају                                    |                                               |
|                                               |                                               | 100                                           | 129×60                                        | љубичаста                                     | Лице: портрет Д. К. Кантемира Наличје: Сабор Христовог Рођења у Тираспољу                             | 2007. 2012.                                   | 22. децембра 2007.                            | у оптицају                                    |                                               |

## Курс придњестровске рубље
| Валута            | Јед. | Курс    | Валута             | Јед. | Курс    |
| ----------------- | ---- | ------- | ------------------ | ---- | ------- |
| Руска рубља       | 1    | 0,2151  | Евро               | 1    | 18,1994 |
| Молдавски леј     | 1    | 0,9073  | Швајцарски франак  | 1    | 17,5400 |
| Украјинска хривња | 1    | 0,5902  | Јапански јен       | 100  | 13,9799 |
| Румунски леј      | 1    | 3,6780  | Кинески јуан       | 10   | 25,2474 |
| Бјелоруска рубља  | 1    | 18,1994 | Аустралијски долар | 1    | 11,6838 |
| Бугарски лев      | 1    | 9,3074  | Турска лира        | 1    | 1,2535  |
| Мађарска форинта  | 100  | 4,926   | Британска фунта    | 1    | 21,6835 |
| Чешка круна       | 10   | 7,3082  | Амерички долар     | 1    | 16,1000 |

## Симбол валуте
Симбол придњестровске рубље је ћириличко слово Р са удвојеном вертикалном линијом на такав представљајући и слово П, те тако спојени представљају синтезу почетака ријечи приднестровский рубль (придњестровска рубља). Такође, присутна је и двострука линија која је честа на симболима валута. Усвојен је 31. маја 2012. године од стране Придњестровске републичке банке као посебни знак за валуту. Аутор знака је електронски инжењер Јуриј Колодниј из бјелоруског града Новополоцк, који је за осмишљање симбола валуте награђен са 500 хиљада америчких долара. Одлуком Управе ПРБ бр. 38 од 24. септембра 2012. године дефинисана су правила употребе валутног знака. Валутни знак се може користити у текстовима на званичном веб-сајту ПРБ и у другим штампаним текстовима попут новина, информационих новинских  друштвених агенција и у другим штампаним текстовима. Користи се приликом исказивања новчане суме у придњестровским рубљама, али се не користи на таблицама валутног тржишта, курсне листе на званичном веб-сајту банке и инструментима купопродајних уговора.